# Xanthorhoe brachyctena
Xanthorhoe brachyctena är en fjärilsart som beskrevs av Turner 1907. Xanthorhoe brachyctena ingår i släktet Xanthorhoe och familjen mätare. Inga underarter finns listade i Catalogue of Life.